# Santuario della Madonna delle Grazie (Pitigliano)
Il santuario della Madonna delle Grazie è un edificio religioso situato a Pitigliano, nella provincia di Grosseto.
La sua ubicazione è lungo la Strada statale 74 Maremmana, alcune centinaia di metri a sud del centro storico, in corrispondenza di uno dei tornanti che si sviluppano in prossimità della cittadina.

## Storia
Il santuario sorse come semplice cappella rurale agli inizi del XV secolo, che venne ampliata durante i secoli successivi a seguito della costruzione degli attigui ambienti conventuali ove si stabilirono i francescani.
Nel tardo XVIII secolo i frati lasciarono definitivamente il convento ed il complesso religioso, pur subendo alcune modifiche, continuò ad essere frequentato da numerosi fedeli devoti della Madonna delle Grazie, che veniva ritenuta miracolosa: i continui pellegrinaggi che andarono avanti per tutto il XIX e per buona parte del XX secolo, trasformarono di fatto la precedente struttura conventuale  in santuario.

## Descrizione

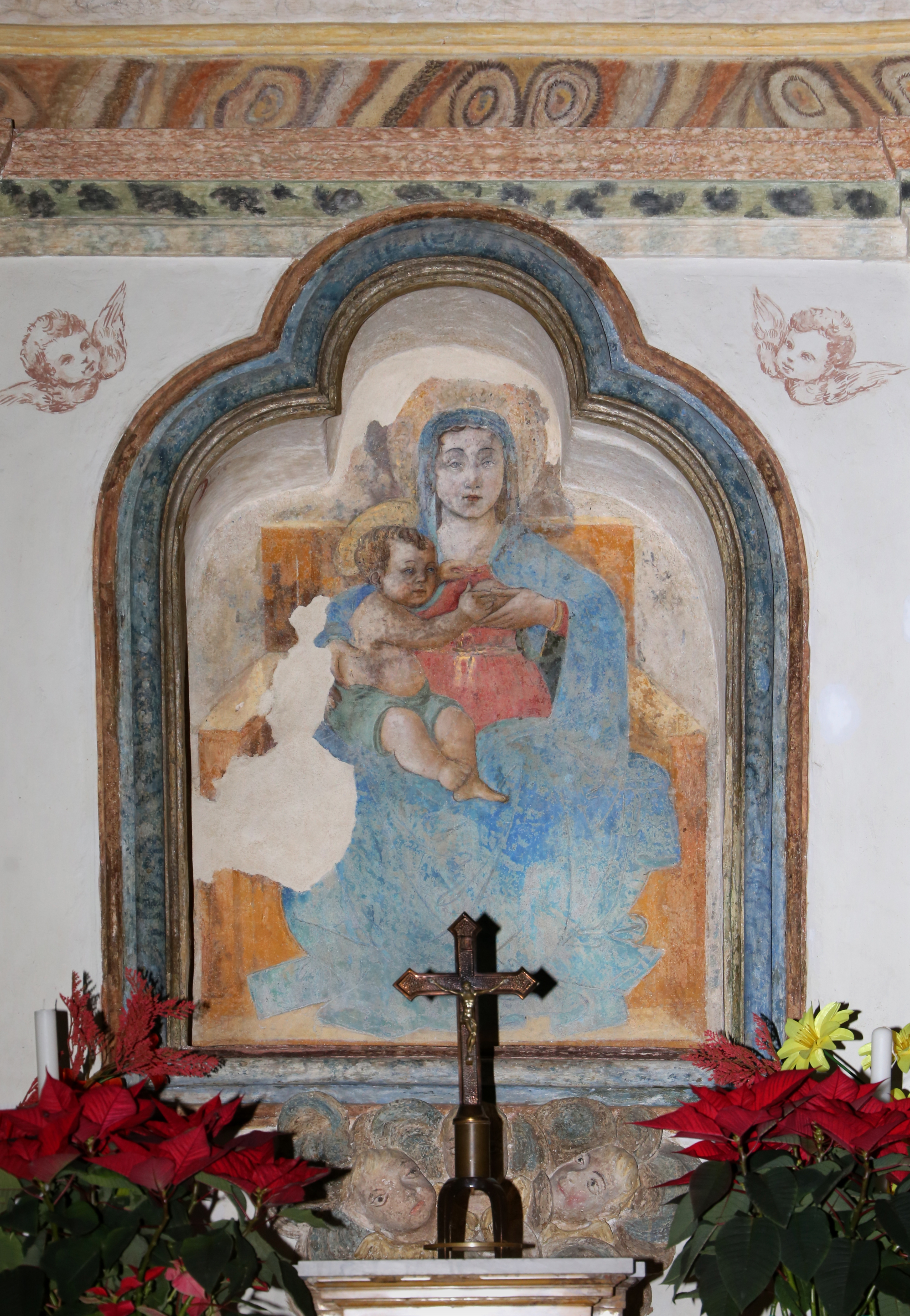
L'affresco della Madonna delle Grazie

Il santuario della Madonna delle Grazie è ubicato all'interno di un articolato complesso, al cui interno è inclusa anche l'omonima chiesa.
La chiesa si presenta ad aula unica, con una breve gradinata che conduce al portale d'ingresso che si apre al centro della facciata principale, che risulta completamente rivestita in intonaco. Il portale si presenta architravato, sormontato da un timpano triangolare; sopra il portale, si aprono lateralmente sulla facciata due monofore con arco tondo, separate tra loro da una polifora tamponata spartita da sei colonnine munite di piccolo capitello sommitale su cui trovano appoggio sei piccoli archi a tutto sesto. Sopra la polifora tamponata, si apre al centro della parte sommitale della facciata un ampio rosone di forma circolare. Il lato destro della facciata, il fianco laterale destro e l'area absidale della chiesa sono addossati ad alcuni fabbricati che in passato ospitavano le strutture conventuali.
L'interno della chiesa si presenta ad aula unica, con altari arricchiti da semplici decorazioni manieriste e barocche.
Il campanile si eleva all'esterno della chiesa, addossato alla parte posteriore del fianco laterale sinistro, all'area absidale e ad alcuni fabbricati delle strutture conventuali. La torre campanaria presenta una sezione quadrata, con quattro monofore ad arco tondo che si aprono nella parte alta racchiudendo la cella campanaria, al di sopra della quale spicca la cuspide di forma piramidale, rivestita in blocchi di tufo come tutta la parte alta del campanile (la parte centrale e quella inferiore sono invece parzialmente intonacate).
Tra i fabbricati che ospitavano in passato le strutture conventuali, sono visibili i resti di una piccola cappella ad aula unica con tetto a capanna, con la semplice facciata in cui si apre il portale d'ingresso e, nella parte alta, un piccolo rosone circolare: la cappella si trova dietro il fianco laterale sinistro della chiesa, poco oltre il campanile.